# Irene Giblin
Irene M. Giblin (Missouri, 12 agosto 1888 – 12 maggio 1974) è stata una pianista e compositrice statunitense.

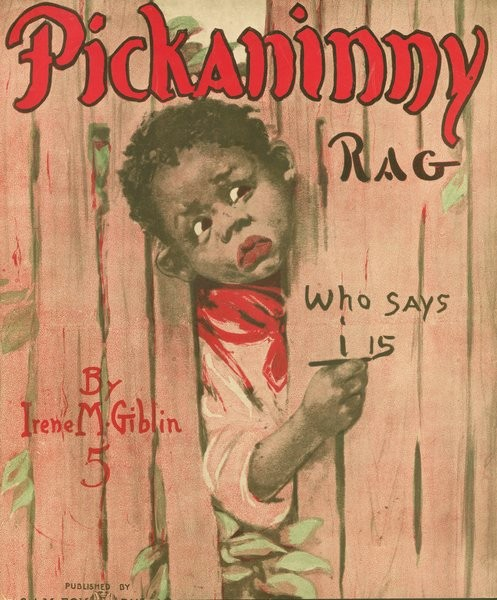
Pickaninny - Irene M. Giblin

Nata nel Missouri, ha vissuto gran parte della sua vita a St. Louis. Essendo stata una buona studentessa di pianoforte che mostrava un talento naturale per lo strumento nella sua adolescenza, Irene ebbe un lavoro come dimostratrice musicale da Daniels Charles alla tenera età di 14 anni. 
Venne assunta per suonare tutte le ultime opere di Jerome Remick.
Anche se nel suo paese non erano molto conosciute le sue composizioni, anche perché era conosciuta più come suonatrice dei brani di Remick, comunque compose dei brani, prevalentemente ragtime, tra il 1905 e il 1911, tra cui il “molto orchestrato” Chicken Chowder.

## Alcune opere
- Chicken Chowder
- Ketchup Rag
- The Aviator Rag
- Sleepy Lou
- The Dixie rag